# Winfrid Alden Stearns
Winfrid Alden Stearns (1852 — 1909) foi um naturalista norte-americano.